# 柳下尚範
柳下 尚範（やなぎした しょうはん ? - 1998年）は、易学者。加藤大岳門下で易占を専門としており、東洋運勢学会の設立発起人を務めるなど斯学の発展にも尽力した。
自宅（東京都杉並区高円寺南）でも柳下尚範易学教室を開くなど一般向けの普及でも知られていた。
| スタブアイコン | サブスタブ | この項目は、まだ閲覧者の調べものの参照としては役立たない、人物に関連した書きかけの項目です。この項目を加筆・訂正などしてくださる協力者を求めています（P:人物伝/PJ:人物伝）。 |